# Daniel Vetter
Daniel Vetter (Fetter, Stregicius, Streic, Strejc, Streicek, Streyc, Strýček, Vetterus, Wetter), (12 VIII – 12 X 1592 w Hranicach – ok. 1669 w Brzegu) – drukarz, działacz kościoła Jednoty Braci Czeskich

## Życiorys
Był czwartym lub piątym synem Jerzego (Jiřiego) Streyca (Strejca) (1536–1599), konseniora Jednoty, pisarza religijnego, tłumacza psalmów. Miał braci: Wacława, który w 1592 r. wyjechał do Polski jako wychowawca młodych Jaskóleckich, Jerzego (zm. 1605), pastora w Rosicach, Pawła (zm. 1622), pastora w Zidlochovicach, Jana (zm. 1617), rektora szkoły Jednoty w Mladá Boleslav, oraz siostry: Ludmiłę (zm. 1599) i Zuzannę, żonę Jana Veselskiego (Laetusa).
Młodość spędził najpewniej w Židlochovicach, Kralicach i Námĕšti.
Kształcony na ministra Jednoty, otrzymał staranne wykształcenie. W 1611 r. uczył się w protestanckim gimnazjum w Herborn (Hesja), a 4 czerwca t.r. zapisał się, wraz ze starszym bratem Janem, do reformowanego gimnazjum w Bremie.
W 1613 r. został wysłany przez Jednotę na Islandię, zapewne dla uzyskania wsparcia finansowego. Wraz ze współwyznawcą Janem Salmonem wypłynął 16 maja Bremy do Nesvogur. Zwiedził południowo-zachodnią część wyspy, docierając m.in. do Þingvellir (tam był świadkiem posiedzenia althingu) oraz do Skálholt, gdzie prosił bp. Oddura Einarssona o pieniądze dla Jednoty. Z 9-11 tygodniowej wyprawy pozostawił słynny opis Islandia albo Krótkie opisanie wyspy Islandyji.
Pod koniec lipca wrócił do Hamburga, skąd wyjechał na Morawy. 17 września 1618 r. zapisał się na uniwersytet w Heidelbergu, od 2 czerwca 1619 r. studiował tam na Wydziale Teologicznym.
W Heidelbergu obracał się w kręgu elektora Palatynatu Fryderyka V. Uczył języka czeskiego jego najstarszego syna Henryka Fryderyka.
Od jesieni 1619 r. przebywał z dworem w Pradze, a po klęsce pod Białą Górą wyjechał z Czech. Prawdopodobnie wiosną 1621 r. przybył do Niderlandów. 12 sierpnia 1623 r. zapisał się na teologię na uniwersytecie w Lejdzie.
W sierpniu 1628 r. brał udział w synodzie prowincjonalnym gmin ewangelicko-formowanych Niderlandów, prosząc w imieniu Jednoty o pomoc dla braci czeskich, przybywających tam na studia.
W 1630 r. był wychowawcą Adama Jarosława, syna działacza i emigranta Jan Młodszego Varlichy z Bubna.
Latem 1632 r. pojechał do Altony po pieniądze dla Jednoty, przesłane przez zbory angielskie. Zamierzał wyjechać do Anglii, jednak przyjął propozycję objęcia zarządu drukami Jednoty w Lesznie, w październiku przybył do Wielkopolski. Na synodzie w Lesznie 6 października powierzono mu zarząd drukarni, mianowano ministrem zboru oraz zaakceptowano małżeństwo z Krystyną Poniatowską.
W 1641 r. wyjechał na kilka miesięcy do Niderlandów, gdzie zebrał znaczne sumy na potrzeby braci czeskich w Polsce i na Węgrzech.
Pod koniec kwietnia 1656 r. w czasie potopu szwedzkiego i pożaru Leszna, wyjechał z rodziną do Brzegu. Był tu jednym z najstarszych duchownych Jednoty („pastor vicinotumque”) oraz czołową osobistością w gminie. Utrzymywał stałe kontakty korespondencyjne z Janem Amosem Komeńskim.
27 czerwca 1663 r. ordynowano go na stanowisko konseniora Jednoty Braci Czeskich. Z powodu zarzucanej mu powolności i niedbałości, zwłaszcza w rozdziale zapomóg z zagranicy odwlekano powierzenie mu stanowiska seniora.
W ostatnich latach życia chorował, a jego przypadłość określano jako „zdziecinnienie”.
Zmarł w Brzegu, najprawdopodobniej w 1669 r. Nie znane jest dokładne miejsce pochówku. Nie zachował się też żaden jego wizerunek.

## Działalność drukarska
W 1629 r. przebywał w Náměšti i Kralicach, gdzie doskonalił się w sztuce drukarskiej.
Działalność wydawniczą rozpoczął prawdopodobnie w 1630 r., wydając, wspólnie z Janem Litomylem z Litomyśla, w Hadze u Ludolfa Breckefelda Psalmy w przekładzie swojego ojca wraz z dodatkiem pieśni oraz dwa zbiory modlitw.
W 1632 r. objął kierownictwo warsztatu typograficznego braci czeskich w Lesznie. Początkowo zarządzał nim anonimowo, nie podpisując druków. Około 1637-1638 przejął drukarnię na własność z uprawnieniami topografa gimnazjum leszczyńskiego. Prowadził ją na własny rachunek, podlegając tylko ogólnemu nadzorowi władz zboru. Wówczas zaczął podpisywać druki (Officina Danielis Vetteri Gymnasii Chalcographi). Od 1639 r. dodawał do swego nazwiska tytuł „Scholae Lesznensis Typographus. Początkowo drukarnia przystosowana była do składu tekstów czeskich i łacińskich, dopiero po skompletowaniu nowego zasobu czcionek – szwabachy, antykwy, kursywy i fraktury polskiej zaczęto drukować teksty polskie i niemieckie Oficyna posiadała też czcionki greckie i hebrajskie.
Drukarnia pracowała na potrzeby środowiska różnowierczego, naukowego i literackiego. Drukowali tu m.in. – Jan Amos Komeński, Maciej Głoskowski, Krzysztof Opaliński, Jan Łasicki, Aleksander Sylwiusz, Jerzy Vechner, Jan Jonston; duchowni Jednoty m.in. Marcin Gerlich, Jan Bythner, Daniel Kalaj, Wojciech Węgierski, Andrzej Węgierski, Adam Gdacjusz, Grzegorz Hartmann. Wydawali też swe prace katolicy – Samuel Twardowski, Samuel Kuszewicz, dominikanin Ambroży Radoszycki, jezuita Andrzej Jasłowski.
Pierwszym znanym drukiem w języku polskim był „Prawy conterfect abo gruntowne [...] sieroctwa opisanie” Jana Amosa Komeńskiego z 1635. W 1638 r. wydał w języku polskim relację ze swojej młodzieńczej podróży na Islandię pt. Islandia albo Krótkie opisanie wyspy Islandyji. Drukowano liczne teksty religijne (psalmy, kancjonały, katechizmy, kazania) oraz dydaktyczne na potrzeby leszczyńskiego gimnazjum.
Ogółem w oficynie wydano 160 druków o łącznej objętości ponad 1350 arkuszy (w tym 40 druków w języku polskim). W kwietniu 1656 r. drukarnia częściowo spłonęła. Ocalały zasób wywieziono do Brzegu, a ok. 1658 r. przeniesiono do Amsterdamu i uruchomiono w 1661 r.

## Życie prywatne
Na początku października 1632 r. ożenił się z Krystyną Poniatowską (4.03.1610 – 6.12.1644), znaną prorokinią i wychowanką Jana Amosa Komeńskiego. Miał z nią pięcioro dzieci – synów: Daniela juniora (drukarza), Jerzego (od 1667 r. przełożonego zboru w Mokrym Dworze (Nassenhuben) i konseniora Jednoty w Prusach Królewskich, zm. 1694) oraz trzy córki: Janinę, Zofię i Dorotę.